# Сан-Висенти (мыс)
Сан-Висенти (порт. Cabo de São Vicente), Мыс святого Викентия — мыс на юго-западе Португалии, образующий вместе с соседним мысом Сагриш самый юго-западный выступ Европы. Мыс представляет собой западную окраину португальского региона Алгарви, который заканчивается здесь скалистым берегом со скудной растительностью, достигающим высоты до 70 м.

## Мифология
Со времён неолита мыс являлся священным местом, о чём свидетельствуют установленные в его окрестностях менгиры. В эпоху финикийцев он был посвящён божеству Мелькарту. Древние греки называли это место Офиусса (страна змей), а его жителей — эстримни (жители края). Для римлян мыс являлся магическим местом на краю света, связанным с заходом солнца и местом проживания богов. Они называли его Promontorium sacrum. Христиане назвали мыс в честь святого Викентия Сарагосского, покровителя мореплавателей. Согласно легенде, лодку с его телом море вынесло именно в этом месте.

## Судоходство
На мысе Сан-Висенте находится маяк, свет которого виден на расстояние 32 морские мили (около 60 км). Он считается самым мощным в Европе. Вокруг мыса проходит один из самых используемых в мире морских путей. Суда, обходящие мыс, держат значительную дистанцию безопасности.
В 1420-х годах в этих местах Генрих Мореплаватель основал морскую обсерваторию и школу навигаторов. У мыса Сан-Висенте на протяжении веков происходили многочисленные морские сражения. Наиболее значимыми из них являются:
- Битва у мыса Сан-Висенте (1337)[англ.], между кастильским и португальским флотами;
- Битва у мыса Сан-Висенте (1641), между испанским и голландским флотами;
- Битва у мыса Сан-Висенте (1681)[англ.], между испанской и бранденбург-прусской эскадрами;
- Битва у мыса Сан-Висенте (1693), между французским и англо-голландским флотами;
- Битва у мыса Сан-Висенте (1719), между британским и испанским флотами;
- Битва у мыса Сан-Висенте (1751)[англ.], между испанским и алжирским флотами;
- Битва у мыса Сан-Висенте (1780), между британским и испанским флотами;
- Битва у мыса Сан-Висенте (1797), между британским и испанским флотами;
- Битва у мыса Сан-Висенте (1833), между мигелистским и оставшимся лояльным короне португальским флотами.

## Туризм
Мыс интенсивно посещаем туристами из окрестных курортов Алгарве, приезжающими на автобусах.